# ماتا
الصَّنَوبَرُ الأَسّوَدُ أو ماتا (الاسم العلمي: Prumnopitys taxifolia) هي شجرةٌ مَخروطِيَّةٌ مُستوطِنةٌ في نيوزيلندا تنمو في الجزيرة الشمالية والجزيرة الجنوبية. تنمو أيضًا في جزيرة ستيوارت، ولَكِنَّا لَيسَت شَائِعَةً هُناك.